# Troller T4
Troller T4 — полноприводный автомобиль производства бразильской компании Troller. Он был доступен только как двухдверный автомобиль с кузовом из стекловолокна и стальным шасси, дизайн которого вдохновлен Jeep. Он имеет стандартный полный привод, 5-ступенчатую механическую коробку передач и мосты Dana. Двигатель представляет собой 3,0-литровый турбодизель производства MWM, представленный в 2004 году.
В 2007 году Ford Motor Company приобрела компанию за 400 миллионов реалов (2007 год) (205,44 миллиона долларов США). В 2014 году T4 претерпел серьёзную модернизацию и был построен на укороченной версии платформы Ford T6 для Ford Ranger. Вторая версия больше походила на современную форму Jeep Wrangler и ранних моделей Bronco.
В январе 2021 года Ford Brazil прекратил свою деятельность. В октябре сборочный завод Troller был остановлен. Первоначально Ford пытался продать компанию, но после длительных переговоров с правительством Сеары Ford Motor Company, решила не продавать подразделение.

## Характеристики
Это был двухдверный автомобиль, имевший две версии: стеклопластиковый хардтоп или брезент, оба съемные. Он был оснащен следующими двигателями:
- MWM 2.8 Turbo Diesel (2001–2005): 132 л. с. брутто (115 л. с. нетто), максимальная скорость 160 км/ч.
- NGD 3.0 Turbo Diesel Electronic (2005–2014): 163 л. с., максимальная скорость 180 км/ч. 180 км/ч.
- Duratorq 3.2 Turbo Diesel (2014–2021): 200 л. с. и 470 Нм, максимальная скорость 180 км/ч.

Модель имела дифференциал Dana 44, коробку передач Eaton и раздаточную коробку 1352 BorgWarner.
Это был самый продаваемый внедорожник в Бразилии на середину декабря 2008 года, когда было продано 1104 единицы. В апреле 2010 года Troller объявил, что совокупные продажи T4 достигли 10 000 единиц.